# Apokalyptik
Apokalyptik bruges som en generel betegnelse for et kompleks af særlige eskatologiske forestillinger i den antikke jødedom og i den tidlige kristendom. Disse forestillinger var: de nært forestående lidelsesfyldte sidste tider, Messias´ komme, verdens undergang, dommedag, de dødes opstandelse og fremkomsten af en ny verden: Gudsriget.
Ordet ”apokalyptik” kommer af det græske ord ”apokalyptein” ("afsløre", "åbenbare"). En apokalypse er et skrift, der beskriver en åbenbaringsoplevelse, hvor en viden om fremtidige begivenheder i de sidste tider åbenbares for en udvalgt person. Et eksempel er Johannes' Åbenbaring (på græsk: ”Apokalypsis Ioannu”) i Det Nye Testamente.
Apokalyptik bruges endvidere som en betegnelse for en bestemt gruppe skrifter, der indeholder disse apokalyptiske forestillinger. Apokalyptiske skrifter er f.eks. Daniels Bog i Den Jødiske Bibel (Det Gamle Testamente) og Johannes' Åbenbaring i Det Nye Testamente. Dertil kommer dele af andre skrifter, for eksempel Zakarias' Bog, kap. 9-14, Matthæusevangeliet, kap. 24-25, Markusevangeliet, kap. 13 og Lukasevangeliet, kap. 21,5-36 – de såkaldte "små apokalypser". (Matt. 24,Matt. 25, Mark. 13 og Luk. 21,5-36)
Uden for Den bibelske kanon findes i hellenistisk-romersk tid især apokalyptiske skrifter i den gammeltestamentlige pseudepigrafe litteratur, for eksempel Første Enoks Bog og Fjerde Ezras Bog. Desuden findes der apokalyptiske skrifter i Dødehavsrullerne.